# 佩桑 (杜省)
佩桑（法語：Pessans，法語發音：[pesɑ̃]）是法国杜省的一个市镇，位于该省西南部，属于贝桑松区。

## 地理
佩桑（47°4'13"N, 5°52'57"E）面积4.35 平方千米，位于法国勃艮第-弗朗什-孔泰大區杜省，该省份为法国东部内陆省份，北起上索恩省，西接汝拉省，东部及东南部与瑞士接壤，东北部与贝尔福地区省接壤。
与佩桑接壤的市镇（或旧市镇、城区）包括：拉旺坎热、布雷尔、古苏朗代、隆巴尔、勒瓦勒。

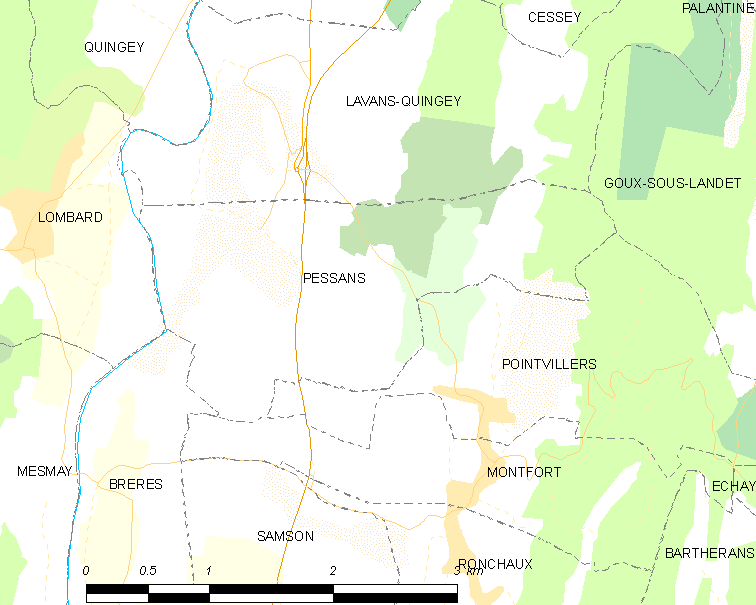
的OSM定位图

佩桑的时区为UTC+01:00、UTC+02:00（夏令时）。

## 行政
佩桑的邮政编码为25440，INSEE市镇编码为25450。

## 政治
佩桑所属的省级选区为圣维特县。

## 人口

1962-2008年间人口变化图示

佩桑于2022年1月1日时的人口数量为90人。